# Союз действия учащейся молодёжи Индонезии
Союз действия учащейся молодёжи Индонезии, КАППИ (индон. Kesatuan Aksi Pelajar Pemuda Indonesia, KAPPI) — индонезийская молодёжная антикоммунистическая организация, аффилированная со студенческим союзом КАМИ. Состояла в основном из подростков-старшеклассников. Сыграла видную роль в антикоммунистической кампании 1965—1966 годов, разгроме КПИ и свержении президента Сукарно.

## Создание
30 сентября 1965 года прокоммунистическая группа Унтунга совершила попытку государственного переворота в Индонезии. Путч был подавлен, в ответ началась мощная антикоммунистическая кампания.
25 октября 1965, на фоне массовых погромов и убийств членов КПИ, в Джакарте был создан Союз действия студентов Индонезии (КАМИ) — антикоммунистическая организация студенческой молодёжи. Вокруг неё сгруппировались аффилированные структуры — женская (KAWI), рабочая (KABI), крестьянская (KATI), предпринимательская (KAPNI), университетских выпускников (KASI). Ближайшим союзником КАМИ стал Союз действия учащейся молодёжи Индонезии (КАППИ).
Формальное учреждение КАППИ состоялось 11 февраля 1966 года (за две недели до формального запрета КАМИ). Реально организационный актив действовал с октября 1965. Руководящий орган КАППИ возглавили мусульманские активисты Хусни Тамрин и Джулиус Усман. Впоследствии политическое председательство перешло к Джулиусу Усману; Хусни Тамрин возглавил организационную структуру и вырабатывал основные решения.
От КАМИ новая организация отличалась по возрастному и отчасти по конфессиональному признаку. Большинство членов КАППИ составляли школьники старших классов, в основном мусульмане. Лидерами и организаторами обычно выступали люди более взрослые, в том числе студенты и выпускники (Джулиусу Усману было 20 лет, Хусни Тамрину — 26). Почти все они состояли в массовой организации Учащиеся мусульмане Индонезии (PII). Идеология PII, отразившаяся в КАППИ, отождествляла индонезийский патриотизм с мусульманским вероисповеданием, жёстко отвергала «материалистические учения», прежде всего коммунизм. Ислам при этом рассматривался как религия активного идеалистического действия.

## Программа
КАМИ, КАППИ и союзные им организации выдвинули к властям Три народных требования — Tri Tuntutan Rakyat (TRITURA):
- запрещение коммунистической партии, всех связанных с ней организаций и идеологии марксизма-ленинизма;
- изгнание коммунистов и их сторонников из всех органов власти;
- снижение цен на товары массового спроса, прежде всего на продовольствие и одежду.

Все акции КАППИ проводились с этих позиций.

## Действия
В открытых источниках не встречается прямых указаний на участие членов КАППИ в массовых убийствах коммунистов — в отличие от активистов КАМИ. Это может быть связано с тем, что школьники не были организованы в подпольную систему KASBUL и не проходили подготовку у Патера Бека.
Однако КАППИ играл важную роль в уличных акциях за TRITURA, под лозунгами типа «Сукарно-1945 — да, Сукарно-1966 — нет!» Подростковое участие придавало демонстрациям против КПИ и Сукарно своеобразный колорит и «драйв». Штаб КАППИ располагался в здании джакартской школы, где впоследствии разместилась Национальная галерея Индонезии.
24 февраля 1966 года молодёжная демонстрация попыталась прорваться в президентский дворец. Произошло столкновение с охраной Сукарно. Погибли несколько человек, в том числе член КАМИ Ариф Рахман Хаким. Сукарно ответил запретом КАМИ и арестом ряда молодёжных активистов, в том числе одного из лидеров КАППИ Хусни Тамрина. Начались массовые уличные акции за освобождение арестованных. В одном из уличных столкновений 30 марта был убит 14-летний член КАППИ Ихван Ридван Раис.
Политическая роль КАППИ возросла после запрета КАМИ 25 февраля. Несмотря на то, что реально КАМИ продолжал действовать и даже усилил активность — «теперь в первых рядах маршировали члены КАППИ». 7 марта активисты КАППИ захватили здание министерства образования и устроили в нём свой штаб. Армейское командование во главе с генералом Сухарто обеспечило вооружённую защиту молодёжных союзов. Особенно тесно сотрудничал с ними командир парашютно-десантного спецподразделения полковник (впоследствии генерал) Сарво Эдди.
Выступления КАМИ—КАППИ продолжались и способствовали окончательному отстранению Сукарно от власти в марте 1966 года. Антикоммунистические демонстрации КАППИ, драки со сторонниками Сукарно отмечались на Центральной Яве и в 1967. Активистов КАППИ в этих столкновениях возглавлял Хусни Тамрин.

## Традиция
В силу специфики своего состава, КАППИ отличался особым радикализмом среди антикоммунистических и антисукарновских молодёжных союзов. Поэтому власти «нового порядка» поторопились интегрировать его в управляемую структуру и взять под плотный контроль. После 1967 года самостоятельная деятельность КАППИ в целом прекратилась.
Джулиус Усман при «новом порядке» осуждал антидемократизм и коррупцию правления Сухарто, подвергался аресту за участие в беспорядках. Заработал репутацию конфликтного, но искреннего и убеждённого политика. В 1996 году он создал оппозиционную Партию демократического союза Индонезии, что рассматривалось как смелый шаг. После свержения Сухарто, в начале 2000-х, состоял в Демократической партии борьбы. Хусни Тамрин был видным деятелем мусульманской Партии единства и развития, депутатом Совета народных представителей. Депутатом был и региональный лидер КАППИ в Западной Суматре Сутан Сукарнотомо. Политики, происходившие из КАППИ, характеризовались как люди упорные, резкие, принципиальные и идеалистично настроенные. Многие бывшие члены КАППИ остаются активными участниками индонезийской политики, функционерами государственного аппарата на центральном региональном уровнях.
Одна из улиц Джакарты названа именем Ихвана Ридвана Раиса.
В 2012 году группа индонезийских молодёжных активистов учредила организацию КАППИ — 1. В Манифесте Союза говорится об укреплении национального суверенитета и защите демократии, обеспечении прав человека и социальной справедливости, развитии кооперации и самоуправления, борьбе с олигархией и коррупцией, активном участии молодёжи в национальной политической жизни.
В российских СМИ появлялось сравнение членов КАППИ с участниками массовой антикоррупционной акции сторонников Алексея Навального 26 марта 2017 года.

## Ветераны
В Индонезии действует организация ветеранов КАППИ — FKB KAPPI’66 (Forum Keluarga Besar Kesatuan Aksi Pemuda Pelajar; дословно: Форум большой семьи Союза действий учащейся молодёжи). Главная задача организации состоит во всемерном противодействии «реанимации коммунизма», любым формам «нео-КПИ». FKB KAPPI’66 отстаивает политический, экономический и культурный суверенитет Индонезии. Культивируются традиции антикоммунистической борьбы Поколения-1966.
Председатель FKB KAPPI’66 — Алекс Паат, активист КАППИ середины 1960-х. Его предшественником был Бамбанг Херянто. Ветеранская организация КАППИ располагает сетью местных ячеек, информационными и финансовыми ресурсами, мобилизационными возможностями. Поддерживаются тесные связи с молодёжными и студенческими союзами, особенно мусульманскими. На президентских выборах 2014 года FKB KAPPI’66 активно участвовал в кампании Прабово Субианто.
Летом 2016, в год пятидесятилетия КАППИ, Алекс Паат выступил с публичным заявлением, в котором вновь призвал довести до полного исполнения принципы TRITURA. Он выразил готовность в любой момент дать отпор коммунизму (несмотря на то, что ветераны КАППИ, по его признанию, «люди уже в возрасте»).
Ветераны КАППИ противостоят и либеральному капитализму, в котором усматривают угрозу для нации, наряду с коммунистической. Алекс Паат призывает правительство ограничивать распространение частного капитала и проявлять настороженность в отношении процессов экономической глобализации, в том числе в рамках АСЕАН. Он также является соучредителем Национального движения антикоррупционной и антикризисной солидарности (Solidaritas Nasional Anti Korupsi dan Anti Makelar Kasus SNAK MARKUS). Интересно, что в 2013 году Бамбанг Херянто призывал «учиться у Китая, сумевшего нарастить экономическую мощь и потрясти власть мировой капиталистической системы», но при этом — «не становиться коммунистами, а перенимать опыт на благо индонезийской нации».